# هاگبارت برنر
هاگبارت برنر (نروژی: Hagbart Berner)، زادهٔ ۱۲ سپتامبر ۱۸۳۹م، در ساندال؛ و در گذشته به تاریخ ۲۴ ژانویهٔ ۱۹۲۰م، در سن ۸۰ سالگی در کریستیانیا، یک حقوقدان، سیاستمدار لیبرال، ناشر و روزنامه‌نگار نروژی بود.
وی در مقام نمایندهٔ حزب لیبرال ونستره در مجلس ملی نروژ و بنیانگذار؛ و اولین سردبیر روزنامهٔ داگبلاده، نقشی مرکزی در اجرای برنامه‌های لیبرالیستی حزب ونستره، که باعث دگرگونی چهره نروژ، در قرن ۱۹ میلادی شد، داشته‌است.

## پیشینه
پدر هاگبارد امانوئل برنر، یک کشیش بود. هاگبارد خود، در شهر ساندال، در شمال غربی نروژ به دنیا آمد. فعالیت‌های حرفه ای وی، از سردبیری روزنامهٔ داگبلاده، از ۱۸۶۹ تا ۱۸۸۰م، گرفته تا مدیر بانک و شهردار کریستیانیا، تا نمایندهٔ حزب ونستره در مجلس ملی نروژ، بین سالهای ۱۸۸۰ تا ۱۸۸۸م، بسیار متنوع بود. 
هاگبارت برنر، در سال ۱۸۸۴م، اولین رئیس انجمن حمایت از زنان، در نروژ بود. همچنین وی در تأسیس یک شرکت انتشارات مهم در نروژ، شراکت اساسی داشت. از نظر سیاسی، هاگبارت برنر، در سراسر عمر خود، از مخالفان سرسخت وابستگی به سوئد باقی ماند؛ و در مسیر استقلال نروژ، هم از بابت سیاسی و هم گویشی، مبارزه کرد. وی یک حقوقدان بود و از جوانی در محافل روشنفکری شرکت داشت. در همین محافل بود که وی عمیقاً در گیر مسائل زبان مردمی نروژ شد. در سال ۱۸۶۹م، وی امکان یک ترقی مطمئن در مشاغل قضایی را به نفع روزنامه‌نگاری رها کرد و در روزنامه نوپای داگبلاده، مسئولیت سردبیری را بر عهده گرفت. حتی هنوز با گذشت تمام این سالها، تصویر هاگبارد برنر، در صفحهٔ ۲، در هر شمارهٔ روزنامهٔ داگبلاده به همراه هدف روزنامه، چاپ می‌شود:
 تنظیم مستقل و سراسری برای سیاست لیبرال و مترقی از نظر ملی، اجتماعی و اقتصادی.
 شرکت مسئول انتشار روزنامه داگبلاده، در سال ۲۰۰۷م، نام شرکت سهامی برنر را برای خود برگزید، اما بعدها در سال ۲۰۱۳م، به شرکت دیگری فروخته شد.

مبارزه برای پرچم ناب نروژ، یکی دیگر از نبردهای هاگبارد برنر بود و اغلب مخالفان سیاسی، وی را «برنر پرچم» می‌نامید. با این حال هر چند احساسات مخالف شدیدی بر ضد شخص وی وجود داشت، اما در سال ۱۸۷۹م، وی موفق شد، به عضویت مجلس ملی نروژ به نمایندگی حزب لیبرال ونستره انتخاب شود. او یکی از نزدیکترین یاران رهبر حزب ونستره، یعنی یوهان اسوردروپ بود و در دادگاه عالی که در سال ۱۸۸۴ دولت وقت را سرنگون کرد و بدین ترتیب راه را برای سیستم حکومتی پارلمانی در نروژ هموار نمود، عضویت داشت.

هاگبارت برنر، از جمله کسانی بود که با شکست حزب ونستره در انتخابات پارلمانی در سال ۱۸۸۸م، کرسی خود را از دست داد. در عوض، وی در مقام مدیر بانک کشاورزی، سهم مهمی در بازسازی سیستم مالیات زمین در نروژ ایفا کرد. در سال ۱۸۹۸م، هاگبارت برنر، به عنوان مقامی تقریباً معادل شهردار امروزی کریستیانیا انتخاب شد و تا سال ۱۹۱۲م، در این سمت باقی ماند.

## یادداشت
1. ↑  https://no.wikipedia.org/wiki/Det_Norske_Samlaget
2. ↑  https://no.wikipedia.org/wiki/Aller_Media_AS